# Stachys glandulifera
Stachys glandulifera là một loài thực vật có hoa trong họ Hoa môi. Loài này được Post miêu tả khoa học đầu tiên năm 1892.